# 裸の王様 (パニック!アット・ザ・ディスコの曲)
「裸の王様」（はだかのおうさま、原題: Emperor's New Clothes）は、アメリカ合衆国のポップ・ロック・バンドであるパニック!アット・ザ・ディスコの楽曲。2015年10月21日に5作目のスタジオ・アルバム『ある独身男の死』からの第3弾シングルとして発売された。『ビルボード』誌のHot Rock & Alternative Songsでは最高位5位を記録し、2016年度年間チャートでは第25位にチャートインした。

## 背景
楽曲は1837年にハンス・クリスチャン・アンデルセンが翻案した童話『裸の王様』に由来しており、ユーリーは「実質的にハンス・クリスチャン・アンデルセンの『裸の王様』についてのあれこれ。だけど呆然として騙されやすい皇帝というわけでなく、実際に何が起こっているのか理解して、ただ裸でいることを選んだんだ。その裏には傲慢さがかなりあって、それがこれまでに書いたことがないと感じた曲だったんだ」と語っている。またユーリーは「完全に自伝的な曲」ともしている。曲中の「Finders keepers, losers weepers」（見つけた者が持ち主、なくした者は泣きをみる）というフレーズは、曲に「わずかな遊び心とからかい」を取り入れることを目的に加えられた。
レコーディングでは、ホーンセクション以外の楽器をユーリーが演奏しており、バックグラウンド・ボーカルの録音時に演じたキャラクターについてユーリーは「オペラティックなクイーン風」と表現した。

## ミュージック・ビデオ
「裸の王様」のミュージック・ビデオは、2013年に公開された「ディス・イズ・ゴスペル」のミュージック・ビデオの続編として制作されており、同作と同じくダニエル・“クラウド”・カンポスが監督を務めた。ビデオは、「ディス・イズ・ゴスペル」のミュージック・ビデオの最後で死亡したユーリーが地獄に落ち、悪魔に変身するという構成になっている。
「裸の王様」のミュージック・ビデオは、2015年に『ロック・サウンド』誌の読者投票で最優秀ビデオ賞を受賞し、2016年にAlternative Press Music Awardsでベスト・ミュージック・ビデオ賞を受賞した。

## 評価
『PopBuzz』のジェームズ・ウィルソン＝テイラーは、2018年1月時点でパニック!アット・ザ・ディスコが発表した全71曲（カバー曲やコラボ曲を除く）を対象としたランキングで第3位に本作を選出し、「愉快で凶暴な」曲と評した。
2016年のケラング!アワードでは最優秀楽曲賞にノミネートした。

## クレジット
※出典
- ブレンドン・ユーリー – ボーカル、ギター、ベース、ドラム、作詞作曲
- ジェイク・シンクレア – 作詞作曲、プロデュース
- ローレン・プリチャード – 作詞作曲
- サム・ホランダー – 作詞作曲
- ダン・ウィルソン – 作詞作曲
- ロブ・メイセス – ホーンアレンジ、指揮者
- アンディ・スニッツァー – テナー・サクソフォーン
- デイヴ・マン – テナー・サクソフォーン
- アーロン・ヘイク – アルト・サクソフォーン
- デイヴ・リーケンバーグ – バリトン・サクソフォーン
- マイク・デイヴィス – テナー・サクソフォーン
- ランディ・アンドス – バス・トロンボーン
- ジェフ・キーヴィット – トランペット
- トニー・カドレック – フリューゲルホルン
- スージー・シン – エンジニア
- クラウディウス・ミッテンドーファー – ミキシング
- ピート・ライマン – マスタリング

## チャート成績

### 週間チャート
| チャート (2015年 - 2016年)                  | 最高位 |
| ------------------------------------------- | ------ |
| カナダ (Canadian Hot 100)                   | 89     |
| スコットランド (Official Charts Company)    | 49     |
| UK シングルス (OCC)                         | 88     |
| US Billboard Hot 100                        | 68     |
| US Hot Rock & Alternative Songs (Billboard) | 5      |

### 年間チャート
| チャート (2015年)             | 順位 |
| ----------------------------- | ---- |
| US Hot Rock Songs (Billboard) | 81   |

| チャート (2016年)             | 順位 |
| ----------------------------- | ---- |
| US Hot Rock Songs (Billboard) | 25   |

## 認定
| 国/地域                          | 認定        | 認定/売上数 |
| -------------------------------- | ----------- | ----------- |
| カナダ (Music Canada)            | Gold        | 40,000      |
| イギリス (BPI)                   | Gold        | 400,000     |
| アメリカ合衆国 (RIAA)            | 2× Platinum | 2,000,000   |
| 認定のみに基づく売上数と再生回数 |             |             |